# Pinsà rosat de Pallas

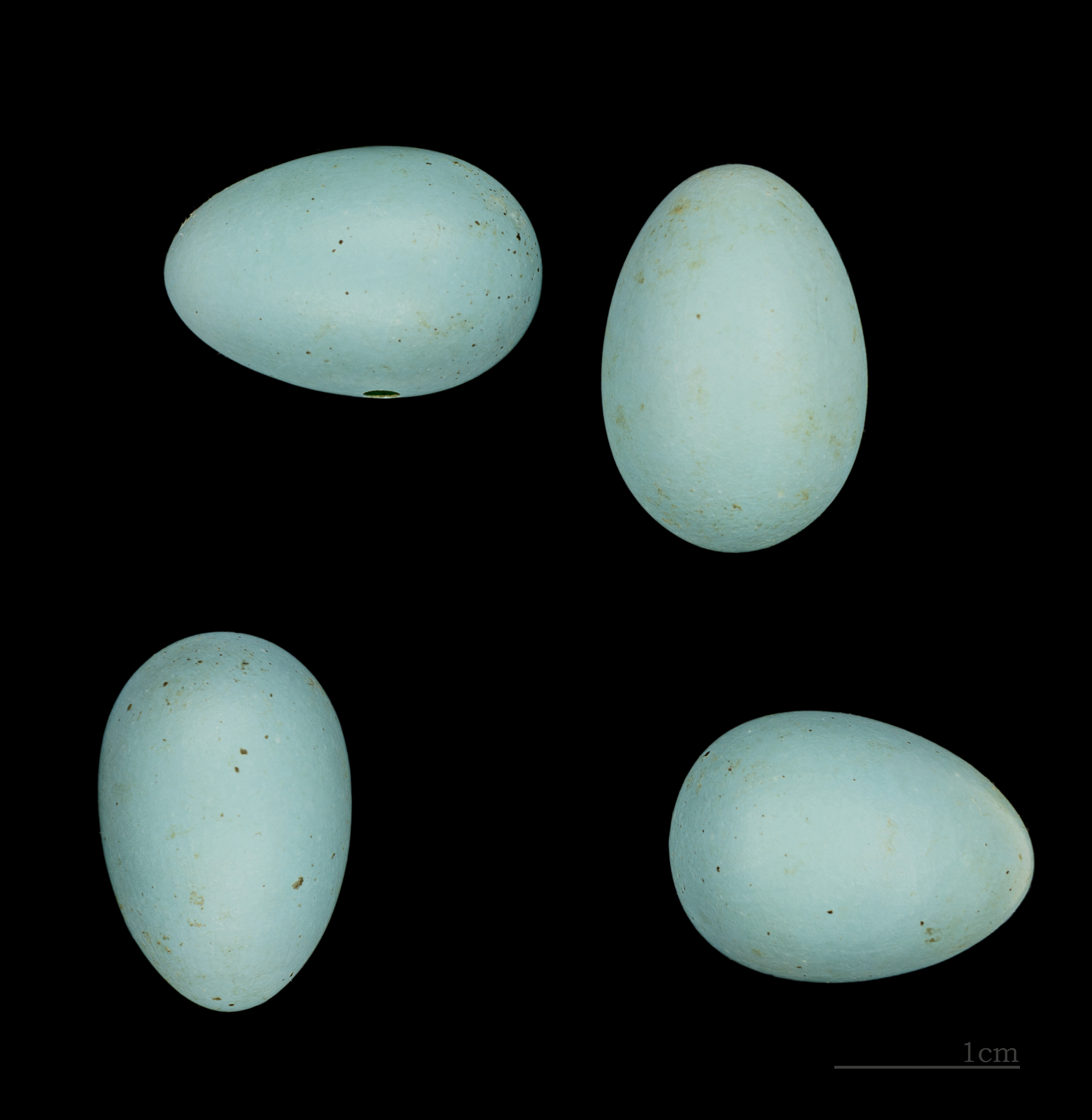
Carpodacus roseus

El pinsà rosat de Pallas (Carpodacus roseus) és una espècie d'ocell de la família dels fringíl·lids (Fringillidae) que habita boscos de coníferes de Sibèria, illa Sakhalín, i nord de Mongòlia. Arribant en hivern fins a la Xina, Corea i Japó.